# Puertas de Campeche
San Francisco de Campeche, capital del estado de Campeche fue una ciudad amurallada ante la necesidad de defenderse de los ataques de piratas y filibusteros en los siglos XVI y XVII. Con el fin de comunicar la zona protegida con los barrios de la ciudad se hicieron cuatro puertas, comúnmente conocidas como las cuatro puertas de Campeche.

El escudo de armas de Campeche resume su etapa histórica de piratería con sus puertas y sus barcos

Las cuatro puertas de Campeche fueron construidas en el siglo XVIII Eran: la Puerta de Mar, la Puerta de Tierra, la puerta de San Román y la Puerta de Guadalupe. Actualmente solo se conservan las dos primeras. Eran parte de la zona de los baluartes.

## Antecedentes
En 1526 el rey Carlos V concedió a Francisco de Montejo el permiso de conquistar la Península de Yucatán, de la que forma parte Campeche. El proceso fue largo y difícil. El 4 de octubre de 1540 su hijo, Francisco de Montejo (el Mozo) fundó la ciudad de San Francisco de Campeche, una de las pocas capitales estatales que tiene México sobre la costa.
Su ubicación geográfica y su vocación de puerto dedicado a la exportación de materias primas tan valiosas como el palo de tinte, hicieron que la ciudad de Campeche fuera el blanco de ataques de piratas y corsarios durante más de 160 años, hasta que se decidió construir una muralla alrededor de la ciudad. Tuvo una longitud de 2,560 m. Tenía forma de polígono irregular “con seis frentes, cuatro puertas y ocho baluartes. Además estaba custodiada por dos fuertes construidos en los cerros cercanos. En la actualidad subsisten 500 m de muralla, siete baluartes, dos puertas y los dos fuertes.”

## Construcción

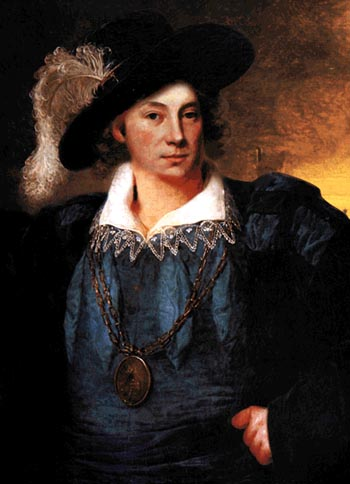
Lorencillo, corsario del gobierno francés ocupó Campeche e hizo que se amurallara la ciudad

Hubo varias propuestas para construir las defensas de Campeche. La primera consistió en la idea de un rectángulo con los baluartes en las puntas. Ubicada cuatro puertas, dos en cada eje, las cuales se encontrarían en las actuales calles 63 y 14 respectivamente.
En 1680, el alférez e ingeniero Martín de la Torre planeó una construcción de baluartes con 5 puertas, siendo la de Mar, en la desembocadura de la calle 55, la de Tierra, al final de la calle 59, una en el barrio de San Francisco, al otro lado de la calle 10, otra en el barrio de San Román, en la calle 10 y la última en el Muelle, a pasos de la puerta de Mar. El presupuesto era de 40 mil pesos y la construcción duraría dos años. El Consejo de Indias aprobó la propuesta. Sin embargo, avanzó lentamente y sin contar con los recursos presupuestados. 
En 1683 falleció de la Torre sin ver avances significativos en su obra. Dos años después, en 1685 el pirata Laurens de Graaf, Lorencillo, invadió la ciudad de Campeche y permaneció en ella 54 días. A su salida, se reinició el proyecto de construcción.
En 1686 el austriaco Jaime Franck fue nombrado ingeniero militar de la Nueva España y capitán de caballería. Estaba al servicio de Carlos II de España Se trasladó a Campeche, donde inició las obras de acuerdo con los planos de la Torre. Sin embargo, al irse el virrey Melchor Portocarrero Lasso de la Vega perdió apoyo y la posibilidad de seguir la obra.
En 1690 Franck presentó su propuesta al gobernador y capitán general de Yucatán, Juan José de la Bárcena. Dotaba a la ciudad de tres puertas que se construyeron más adelante: la Puerta de Mar, ahora ubicada al principio de la calle 59; la de San Francisco, en la calle 10, exactamente al frente del barrio de Guadalupe, (por eso después llamada la Puerta de Guadalupe) y la de San Román, aproximadamente a la mitad de la calle 12. La propuesta se llevó a cabo, empezando la construcción en 1704 y acabando en 1710.
Tiempo después, el rey Carlos III, quien mandó cerrar la Puerta de Guadalupe y la de San Román y se mantendrían cerradas porque había muy poca distancia entre las puertas y el mar, lo cual ponía las cosas muy fáciles para el enemigo en caso de ataque. 
Además, Antonio de Figueroa y Silva, gobernador de Yucatán de 1725 a 1733 pensaba que habría un problema por la gran cantidad de paja, porque era un material común para las casas, que se encontraba a los lados de las puertas como resultado del movimiento que se daba en esos puntos. Estas chozas de paja eran graves para la muralla, ya que desde ellas el atacante podía hacerse fuerte y tener elementos de defensa.
Posteriormente, Figueroa sugirió abrir una nueva puerta que diera hacia el lado de la tierra, para que el enemigo tuviera que rodear toda la parte del barrio de San Francisco, uno de los más importantes de Campeche, y darle tiempo a los defensores de dispararles desde la muralla.

## Puerta de Mar

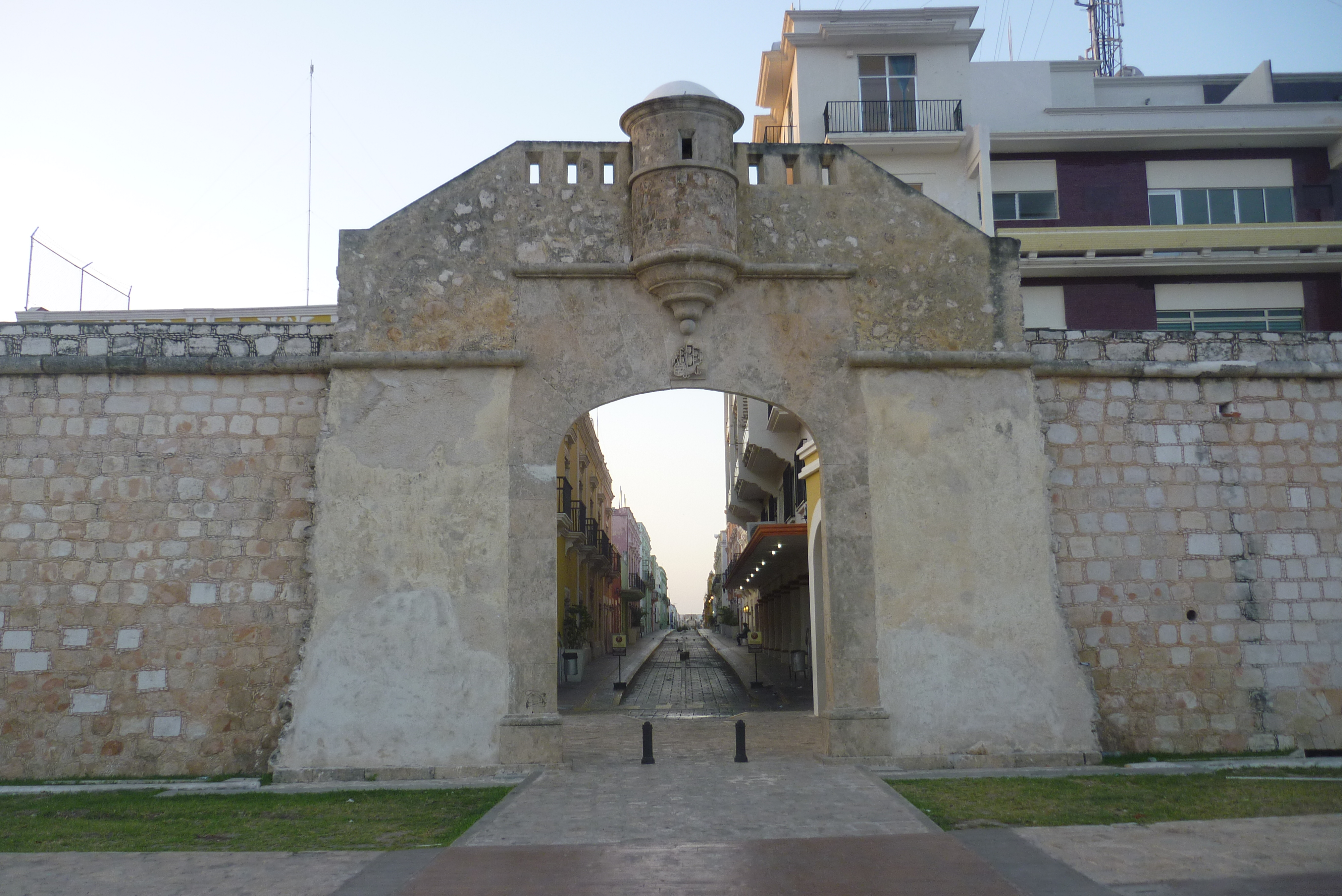
Puerta de Mar

Se ubica en las actuales Calle 8 y Calle 59. Se acabó de construir en 1710, por Don Jaime Franck .Fue la entrada y la salida de la ciudad para quienes llegaban por barco, único medio de comunicación internacional de la península. Para protegerla, estaba ubicada entre los baluartes de la Soledad y San Carlos. Daba paso al muelle, que era corto y angosto. Carecía de foso y de revellín. 
Originalmente estaba hecha con cantera y sascab. Fue el primer acceso construido y el primero en ser destruido: en 1893, por órdenes del coronel Fernando Laphman, junto con parte de la muralla. 
En 1957 fue restaurada con elementos arquitectónicos provenientes de otros monumentos históricos como el campanario del baluarte de la Soledad y el garitón del Fuerte de San José el Alto. En 1997 se construyó un lienzo de muralla para unirla con el baluarte de la Soledad. En 1999, se incluyó a la Puerta de Mar en la lista de Patrimonio Mundial.

## Puerta de Tierra

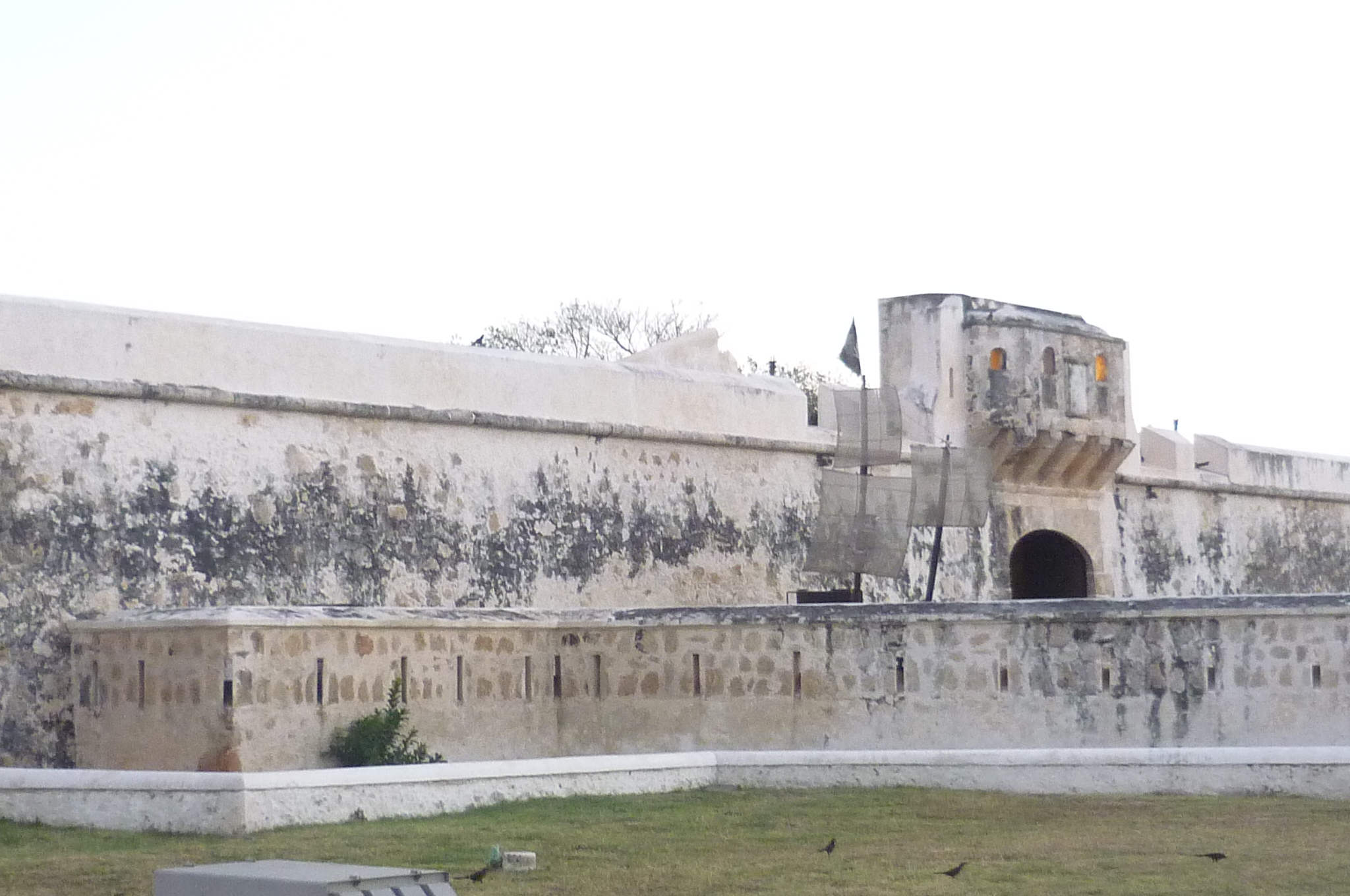
Puerta de Tierra

Fue construida en 1732, la última de las cuatro puertas, a 187.5 m del baluarte de San Juan. Es una grande bóveda “muy clara y capaz con dos departamentos a su derecha e izquierda, asimismo de bóveda que son cuerpo y guardia y cuarto de oficial, sobre ellas, en lo superior de la muralla y plano horizontal forma dicha superficie una especie de Plaza de Armas con cuatro cañoneras a la plaza, igual números de dichos a la Campaña, sobre la puerta con comunicación a la extensión de este terreno, hay un curioso y capaz matacaspa o saratana, para defensa de ella con granadas y fuego, con tres entradas tiene disposición y caja para el descenso y ascenso del rastrillo. La puerta es de jaby (jabín, madera muy grande), grande y capaz con sus fajas de hierro, delante de ellas está un revellín de mampostería que lo guarnece una estacada por todo él, totalmente inútil, alrededor tiene un foso reducido y su rastrillo y puente levadizo, el que está inútil y sin uso”
Desde principios del siglo XXI ofrece de jueves a domingo un espectáculo de luz y sonido llamado “El lugar del sol” dedicado a mostrar la época colonial.

## Las puertas destruidas
La puerta de San Román y la Puerta de Guadalupe fueron destruidas. En enero de 2014 se encontraron restos de la primera: dos muros, el revellín, el foso y su parapeto. Por su cercanía con el mar fue cerrada en el siglo XVIII, aunque fue reabierta después. 
La puerta de Guadalupe fue la tercera en construirse. Como la de San Román, facilitó el acceso al barrio que lleva su nombre. Esta misma se encontró situada a la mitad entre los baluartes de Santiago y San José.